# Franziskus Maria vom Kreuze Jordan

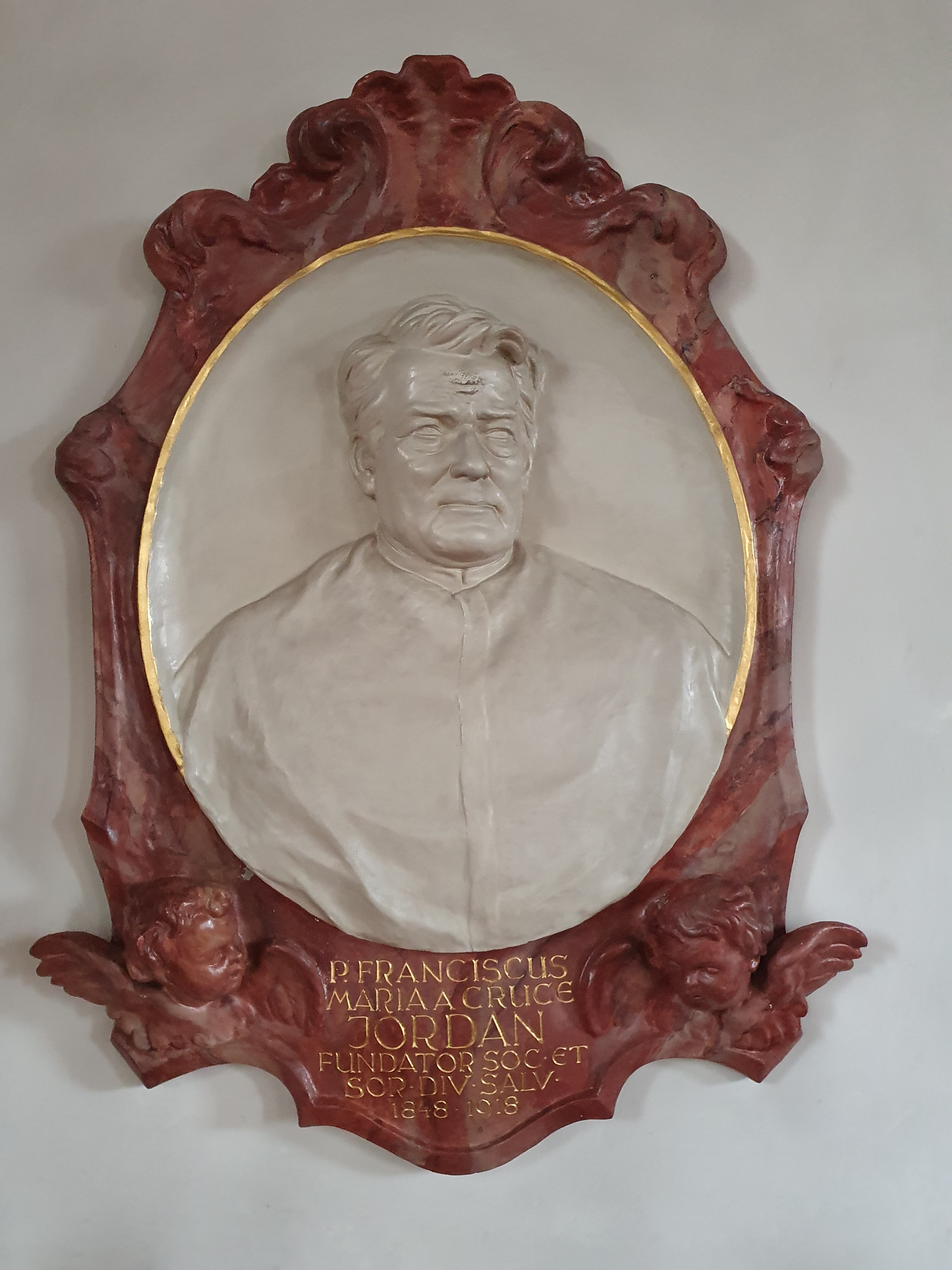
Reliefepitaph in der Pfarrkirche St. Simon und Judas Thaddäus in Gurtweil

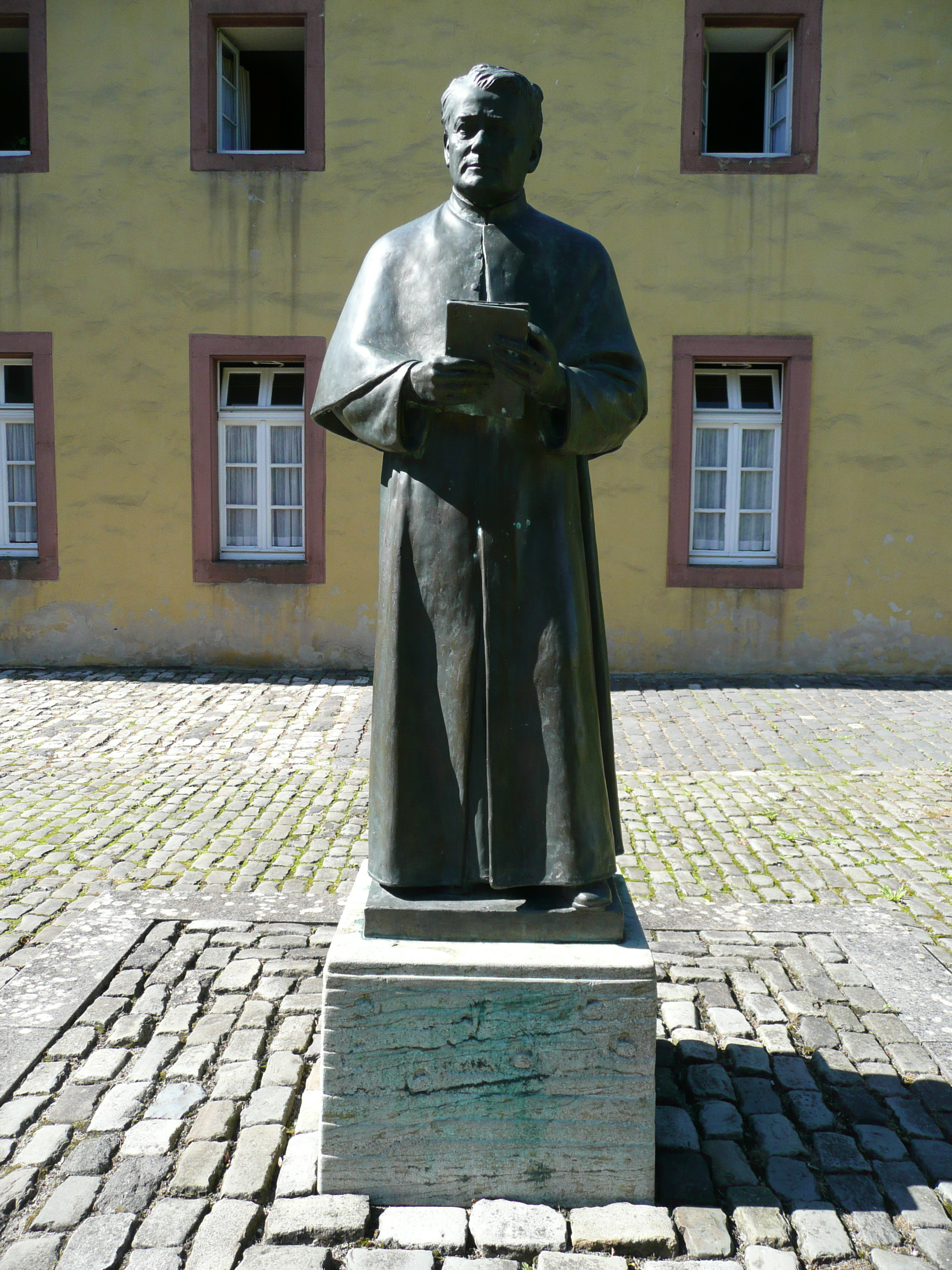
Plastik des Franziskus Maria vom Kreuze Jordan im Kloster Steinfeld

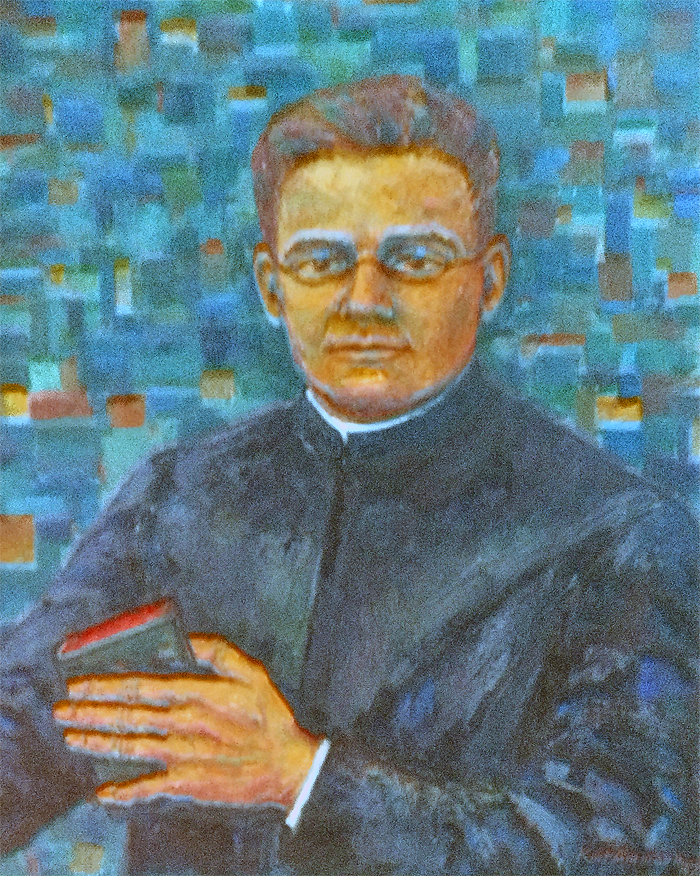
Franziskus Maria vom Kreuze Jordan, Gemälde von Kurt Ammann

Franziskus Maria vom Kreuze Jordan SDS (* 16. Juni 1848 in Gurtweil, Baden als Johann Baptist Jordan; † 8. September 1918 in Tafers in der Schweiz) war ein römisch-katholischer Priester. Er war Ordensgründer der Salvatorianer und ist seit 2021 ein Seliger der römisch-katholischen Kirche. Er gilt als Sprachengenie.

## Leben und Werk
Johann Baptist Jordan stammte aus ärmsten Verhältnissen im badischen Gurtweil. In seinem 14. Lebensjahr verstarb sein Vater. Dieser Schicksalsschlag veränderte sein Wesen: war er zuvor unternehmenslustig, war seine Lebenseinstellung von nun an von Lerneifer, Zurückgezogenheit und Entbehrungen geprägt. Nach dem Besuch der Höheren Bürgerschule bzw. Realgymnasium (ab 1872) in Waldshut, wo ihm der Vikar Gottfried Nägele die griechische Sprache und die Naturwissenschaften nahebrachte, erlernte er zunächst in Waldshut den Beruf des Dekorationsmalers und verdingte sich zeitweise als Rottenarbeiter beim Verlegen von Eisenbahngleisen, bevor er im Alter von 26 Jahren in Konstanz das Abitur nachholte. Es schloss sich das Studium der Theologie und Philosophie an der Albert-Ludwigs-Universität Freiburg an. 1875 wurde er Mitglied der Studentenverbindung KDStV Arminia Freiburg im Cartellverband der katholischen deutschen Studentenverbindungen. 1877 trat er in das Priesterseminar St. Peter ein und empfing am 21. Juli 1878 die Priesterweihe.
Da er in Deutschland wegen der antikatholischen Kulturkampfgesetze seinen Priesterberuf nicht ausüben konnte, zog es ihn nach Rom, wo er am päpstlichen Seminar aramäische, syrische und koptische Sprachen studierte. Sein Tagebuch schrieb er in mindestens zwölf Sprachen, etwa 25 beherrschte er fließend und in 50 konnte er sich verständigen. Nach einer Bildungsreise in den Orient und das Heilige Land gründete er am 8. Dezember 1881 die „Gesellschaft des Göttlichen Heilandes“ (Salvatorianer) zur äußeren und inneren Mission und nahm den Ordensnamen Franziskus Maria vom Kreuze Jordan an.
Am 8. Dezember 1888 gründete er mit Freifrau Therese von Wüllenweber, bekannt unter dem Ordensnamen „Mutter Maria von den Aposteln“, den Orden der „Schwestern des Göttlichen Heilandes“ (Salvatorianerinnen).
Der Orden der Salvatorianer erhielt 1911 die päpstliche Approbation. Franziskus Maria vom Kreuze Jordan widmete sich in den Folgejahren der Stabilisierung seines Werkes. Er initiierte mehrere Niederlassungen in Europa, Nord- und Südamerika und Indien.
Wegen seiner angegriffenen Gesundheit und des Ausbruchs des Ersten Weltkriegs verlegte Franziskus Maria vom Kreuze Jordan den Ordenssitz von Rom in die neutrale Schweiz, und zwar nach Fribourg. Er starb am 8. September 1918 in Tafers (Schweiz). Seine sterblichen Überreste wurden am 12. September 1956 geborgen und nach Rom in das Generalat überführt.

## Seligsprechung
Bereits 1942 wurde der Seligsprechungsprozess eingeleitet. Da im Laufe der Untersuchungen Unklarheiten über einen Konflikt zwischen ihm und einer Ordensmitgründerin auftraten, verzögerte sich der Abschluss.
„Bereits 2011 wurde das Leben und die tugendhafte Lebensführung von Pater Jordan durch die Kirche als ‚heroisch‘ erklärt, das heißt voll und ganz im Sinne des Evangeliums.“
In einer Gedenkmesse in Gurtweil am 21. Juni 2020 mit den Salvatorianerpatres Peter Daubner und Bernhard Fuhrmann wurde „die bevorstehende Seligsprechung“ angekündigt:

„Der Seligsprechungsprozess ist inzwischen abgeschlossen und eine theologische Kommission in Rom hat das Wunder auf die Fürsprache von Pater Jordan angenommen. Das medizinische Wunder besteht in einer wissenschaftlichen Unerklärlichkeit der gesunden Geburt eines von Medizinern als massiv missgebildet [.. bezeichneten] Embryos. Die Eltern hatten mit einer salvatorianischen Laiengruppe täglich auf die Fürsprache von Pater Jordan gebetet. Am 8. September 2015, dem Todestag von Pater Jordan, wurde das [Kind] Lívia Maria Cordoso Silva vollkommen gesund geboren.“

Mit seiner Erklärung am 19. Juni 2020 schloss Papst Franziskus den Seligsprechungsprozess ab. Die Feier der Seligsprechung durch Kardinal Angelo De Donatis, Generalvikar der Diözese Rom, fand am 15. Mai 2021 in der Lateranbasilika in Rom statt.

## Ehrung
Im Jahr 2009 wurde in Wien-Hietzing (13. Bezirk) der Wüllenweber-und-Jordan-Platz nach ihm und Therese von Wüllenweber benannt.